# Thibaut de Rieux
Thibaut ou Thébaud de Rieux (né en 1435 mort le 18 février 1479) est un ecclésiastique breton qui fut évêque de Cornouaille de 1472 à 1479.

## Biographie
Thibaut, ou Thébaud, de Rieux est un cousin de la duchesse Francoise d'Amboise, l'épouse du duc Pierre II de Bretagne.
Le 6 septembre 1451 il reçoit à 16 ans une expectative. En 1453 il est fait protonotaire apostolique à la demande du duc Arthur III de Bretagne et à 19 ans, en 1455, il obtient une licence de détenir quatre bénéfices ecclésiastiques en Bretagne.
En 1461, il est reçu chanoine-comte de Saint-Jean de Lyon.
Il est nommé par Sixte IV évêque de Cornouaille en 1472 et prête serment au duc le 22 janvier 1473. Il meurt dès le 18 février 1479 et le chapitre de chanoines élit comme successeur l'un des leurs, Jean le Baillif, archidiacre du Désert ; le pape récuse cette désignation et nomme Guy du Boschet.